# Nikolai Iwanowitsch Peiko
Nikolai Iwanowitsch Peiko (russisch Николай Иванович Пейко, wiss. Transliteration Nikolaj Ivanovič Pejko; * 12. Märzjul. / 25. März 1916greg. in Moskau; † 1. Juli 1995 ebenda) war ein russischer Komponist.

## Leben
Peiko zeigte schon in jungen Jahren ein ausgesprochenes Interesse für die Musik und schrieb bereits im Kindesalter seine ersten Kompositionen. Ab 1933 studierte er Komposition an der Musikschule in Moskau; 1937 wechselte er an das Moskauer Konservatorium, wo er bis 1940 Komposition bei Nikolai Mjaskowski und Nikolai Rakow studierte. Nachdem er in den Jahren 1941 bis 1943 in Ufa in einem Militärkrankenhaus tätig gewesen war, wurde Peiko 1944 Lehrbeauftragter und Assistent von Dmitri Schostakowitsch am Moskauer Konservatorium. Ab 1952 war er an derselben Stätte Dozent. Im Jahre 1959 wechselte er ans Moskauer Gnessin-Institut, eine Musikfachschule, an der er bis zu seinem Lebensende als Professor für Komposition wirkte. Peiko galt als bedeutender Kompositionslehrer und brachte seinen Schülern, zu denen Sofia Gubaidulina und Alexander Arutjunjan zählen, auf Wunsch auch modernere Kompositionstechniken wie Dodekaphonie bei. Peiko erhielt zahlreiche Auszeichnungen, u. a. zwei Stalinpreise für seine erste Symphonie (1947) und seine Moldauische Suite (1951).

## Tonsprache
Peiko war ein recht traditioneller Komponist, der an einer erweiterten, mit Dissonanzen angereicherten Tonalität festhielt. Sein Schaffen spiegelt teilweise den Einfluss seines Bekannten Dmitri Schostakowitsch wider, doch band er viel stärker als dieser die Volksmusik der Sowjetvölker in seine Tonsprache ein und unternahm zu diesem Zweck häufig Forschungsreisen. Etwa um 1960 fand Peiko zu einer eigenständigen Tonsprache, die vor allem auf oft wiederholten kurzen, rhythmisch prägnanten Motiven und scheinbar abrupten Pausen aufbaut. Seine Werke sind eher knapp und konzentriert gehalten, charakteristisch ist ein ironischer, grotesker Tonfall. Peiko bevorzugte einen distanzierten, herben, fast kühlen Ausdruck. Er trat auch als Dirigent und Pianist eigener Werke hervor.

## Werke
- Orchesterwerke
  - Sinfonie Nr. 1 fis-moll (1944–46)
  - Sinfonie Nr. 2 D-Dur (1946)
  - Sinfonie Nr. 3 F-Dur (1956/57)
  - Sinfonie Nr. 4 h-Moll (1963–65)
  - Sinfonie Nr. 5 A-Dur (1968/69)
  - Sinfonie Nr. 6 e-Moll (1972)
  - Sinfonie Nr. 7 a-Moll für Volksinstrumentenorchester (1977)
  - Sinfonie Nr. 8 e-Moll (1982–85)
  - Sinfonie Nr. 9 für Streichorchester (1988–90)
  - Sinfonie Nr. 10 "12 Aphorismen und Postludium" (1993)
  - Konzert-Sinfonie Es-Dur (1972–74)
  - Sinfonietta für kleines Orchester c-Moll (1959)
  - "Aus dem frühen Russland", Suite (1948)
  - "Moldauische Suite" (1950)
  - "7 Stücke auf Themen der Sowjetvölker", Suite (1950)
  - "Aus der Legende von Jakutien", Suite (1940–59)
  - Elegisches Poem für Streichorchester (1980)
  - "Der 7. November", Sinfonische Dichtung (1986/87)
- Konzerte
  - Klavierkonzert (1942–54)
  - 2 Fantasien für Violine und Orchester (Nr. 1 e-moll auf finnische Themen, 1953, Nr. 2 g-Moll, 1964)
  - Konzertvariationen für Violoncello und Orchester (1981)
  - Konzert-Poem für Balalaika, Klarinette und Orchester (1978)
  - Konzert für Oboe und Kammerorchester (1982/83)
- Bühnenwerke und Vokalmusik
  - "Frühlingswinde", Ballett (1950)
  - "Jeanne d’Arc", Ballett (1953–56, rev. 1978/79)
  - "Abakajada", Ballett (1981/82)
  - "Aichylu", Oper (1941, rev. 1951)
  - "Eine Nacht von Zar Iwan", Oratorium (1968, 1982 zur Oper umgearbeitet)
  - Liedzyklen
- Kammermusik
  - Streichquartett Nr. 1 fis-Moll (1963/64)
  - Streichquartett Nr. 2 fis-Moll (1965)
  - Streichquartett Nr. 3 e-Moll (1976)
  - Streichquartett Nr. 4 (1983)
  - Klavierquintett D-Dur (1961)
  - Dezimett für Klavier, Flöte, Oboe, Klarinette, Fagott, Horn, Violine, Viola, Violoncello und Kontrabass e-Moll (1971)
  - "Baschkirische Melodien" für Violoncello und Klavier (1942)
- Klaviermusik
  - Klaviersonate Nr. 1 e-Moll (1946–54)
  - Klaviersonate Nr. 2 A-Dur (1972–75)
  - Klaviersonate Nr. 3 (1990/91)
  - Sonate für die linke Hand (1992)
  - Sonatine Nr. 1 (1942)
  - Sonatine Nr. 2 (1957)
  - Ballade h-Moll (1939)
  - Konzertvariationen a-Moll für zwei Klaviere (1983)